# Wario Land: The Shake Dimension
Wario Land: The Shake Dimension, conocido como Wario Land: Shake It! en Norteamérica y como Wario Land: Shake (ワリオランド シェイク, Wario Rando Sheiku) en Japón, es un videojuego de plataformas desarrollado por Good Feel Inc. en 2008 y distribuido por Nintendo para la consola Wii. Este juego es el sexto de la saga Wario Land y el primero fuera de las consolas portátiles.

## Estados de Wario
- Wario quemado: Cuando queman a Wario puedes destruir ciertos bloques.

- Wario nieve: Cuando a Wario cae un montículo de nieve podrá ponerse en las cuestas para rodar y así romperás algunos bloques.

- Wario congelado: Si le congela saldrá deslizando hasta chocarse.